# Annick Ponthier
Pour les articles homonymes, voir Ponthier.
Annick R.M. Ponthier (née le 24 octobre 1971 à Bilzen) est une femme politique belge flamande, membre du Vlaams Belang.

## Biographie
Annick Ponthier est titulaire d'un diplôme de traductrice obtenu à Genk.
Membre du Vlaams Belang, elle a été conseillère provinciale du Limbourg de 2006 à 2009 et députée fédérale de 2009 à 2014 en remplacement de Linda Vissers.
Elle est conseillère communale de Bilzen depuis 1er janvier 2007 et assistante parlementaire locale du député européen Gerolf Annemans.